# أغوستين خوليو
أغوستين خوليو (بالإسبانية: Agustín Julio)‏ (25 أكتوبر 1974 في كولومبيا - ) هو لاعب كرة قدم كولومبي في مركز حراسة المرمى. شارك مع منتخب كولومبيا لكرة القدم. أما مع النوادي، فقد لعب مع أتلتيكو جونيور وأونس كالداس وإنديبندينتي ميديلين وإنديبنديينتي سانتا في ويونيون ماغدالينا وديبورتيس توليما.

## وصلات خارجية
- أغوستين خوليو على موقع الاتحاد الدولي (مؤرشف)  (الإنجليزية)
- أغوستين خوليو على موقع إي إس بي إن إف سي (الإنجليزية)
- أغوستين خوليو على موقع قاعدة بيانات كرة القدم.إي يو (الإنجليزية)
- أغوستين خوليو على موقع ناشيونال فوتبول تيمز (الإنجليزية)